# Sommatino
Sommatino is een gemeente in de Italiaanse provincie Caltanissetta (regio Sicilië) en telt 7561 inwoners (31-12-2004). De oppervlakte bedraagt 34,7 km², de bevolkingsdichtheid is 218 inwoners per km².

## Demografie
Sommatino telt ongeveer 2840 huishoudens. Het aantal inwoners daalde in de periode 1991-2001 met 4,3% volgens cijfers uit de tienjaarlijkse volkstellingen van ISTAT.
| Jaar | Inwoneraantal |
| ---- | ------------- |
| 1991 | 8226          |
| 2001 | 7875          |

## Geografie
De gemeente ligt op ongeveer 359 m boven zeeniveau.
Sommatino grenst aan de volgende gemeenten: Caltanissetta, Mazzarino, Naro (AG), Ravanusa (AG), Riesi.
Acquaviva Platani · Bompensiere · Butera · Caltanissetta · Campofranco · Delia · Gela · Marianopoli · Mazzarino · Milena · Montedoro · Mussomeli · Niscemi · Resuttano · Riesi · San Cataldo · Santa Caterina Villarmosa · Serradifalco · Sommatino · Sutera · Vallelunga Pratameno · Villalba
1. ↑  https://demo.istat.it/?l=it.